# Fontaine-le-Comte
Fontaine-le-Comte – miejscowość i gmina we Francji, w regionie Nowa Akwitania, w departamencie Vienne.
Według danych na rok 1990 gminę zamieszkiwało 2 730 osób, a gęstość zaludnienia wynosiła 146 osób/km² (wśród 1467 gmin regionu Poitou-Charentes, Fontaine-le-Comte plasuje się na 91. miejscu pod względem liczby ludności, natomiast pod względem powierzchni na miejscu 446.).